# Inter Club d'Escaldes
Inter Club d'Escaldes este un club de fotbal din Andorra care evoluează în Campionat de Lliga.